# ميتا

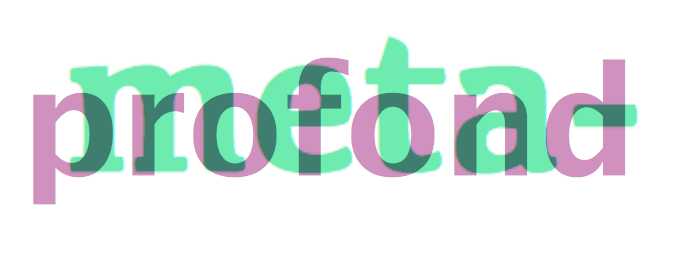

ما بعد أو ميتا هي كلمة يونانية الأصل تعني (بعد) أو (وراء)، وهي بادئة لفظية تستخدم في تكوين اشتقاقات وتعني بعد شيء ما، أو انتقال إلى شيء آخر. فمثلاً دعا أرسطو الميتافيزيقا بهذا الاسم لأن مشكلاتها الأساسية معروضة في رسائل توضع بعد التعاليم عن الفيزياء بواسطة الوسائل المنظمة لمؤلفات أرسطو. وتطلق الأسماء على بعض النظريات العلمية المعاصرة تبعاً لذلك، مثل: مابعد النظرية، و ما بعد المنطق وما بعد الرياضيات و مابعد الأخلاق.

## مركبات
- العلم الأعلى (الميتافيزيقا)
- الاستقلاب (ميتابولسم)
- القلب المكاني (ميتاثيسيس)